# جرباء غير واضحة
جرباء غير واضحة (الاسم العلمي: Farsetia inconspicua)، نوع نبات مُزهر من فصيلة الكرنبية. توجد فقط في اليمن. موائلها الطبيعية هي أراضي الشجيرات جافة الاستوائية أو الاستوائية والمناطق الصخرية.